# Europäischer Ausschuss für Systemrisiken

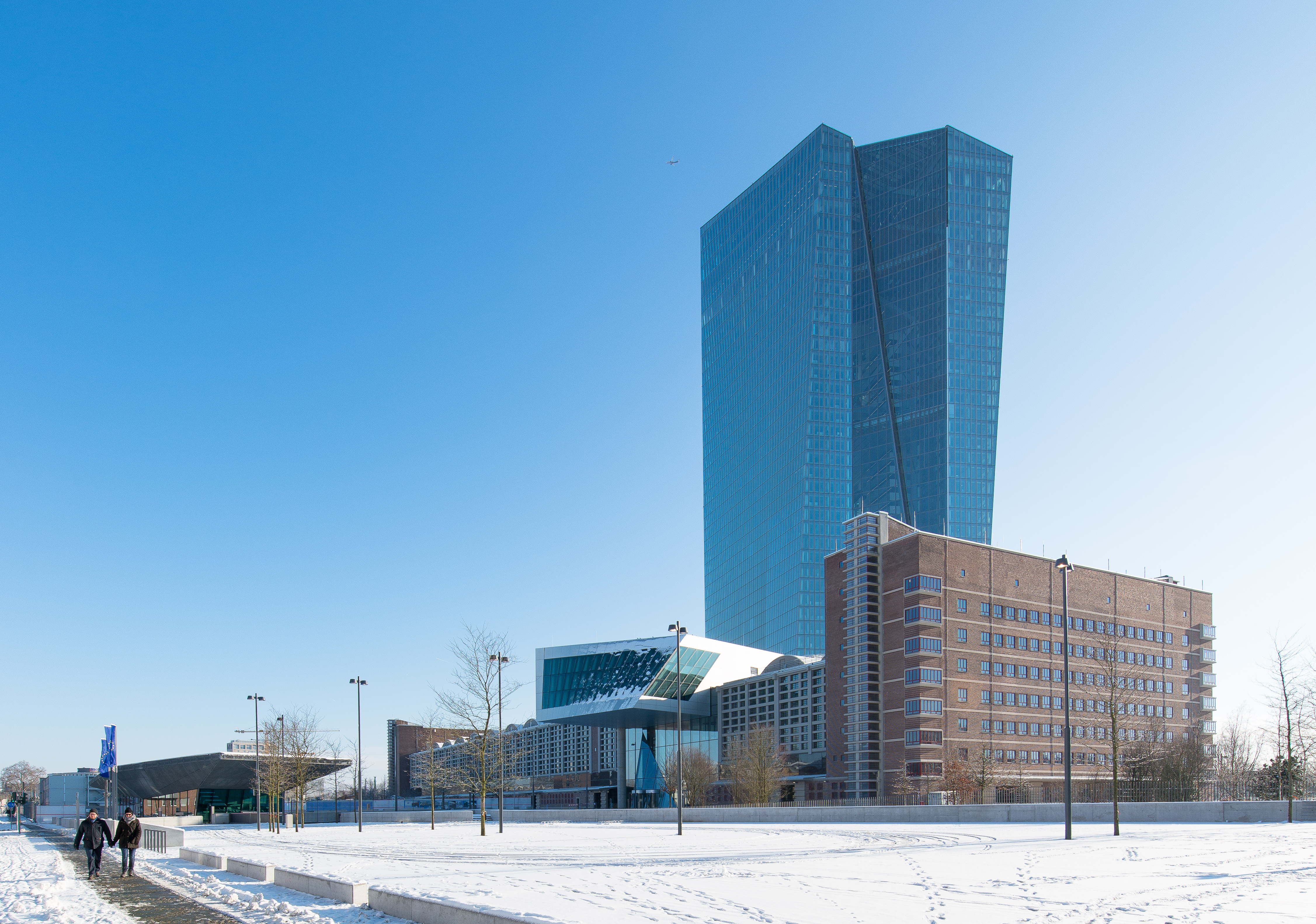
Sitz der EZB in Frankfurt am Main

Der Europäische Ausschuss für Systemrisiken oder EU-Systemrisiko-Rat (englisch European Systemic Risk Board, abgekürzt ESRB) ist ein Ausschuss der Europäischen Union (EU) zur Früherkennung, Prävention und Bekämpfung von systemischen Risiken innerhalb des Finanzmarktes der EU. Er ist integraler Bestandteil des seit 1. Januar 2011 bestehenden Europäischen Finanzaufsichtssystems (englisch European System of Financial Supervision, abgekürzt ESFS). Der ESRB-Ausschuss ist als Gremium ohne eigene Rechtspersönlichkeit bei der Europäischen Zentralbank (EZB) in Frankfurt am Main angesiedelt.

## Hintergründe
Der Ausschuss wurde als Reaktion auf die Finanzkrise ab 2007 durch Beschlüsse des Europäischen Parlaments und des EU-Rats im November 2010 ins Leben gerufen. Er setzt die Empfehlungen des De-Larosière-Berichts von 25. Februar 2009 zur Etablierung einer wirksamen Aufsichtsordnung um.

## Aufgaben
Aufgabe des ESRB ist es, makroökonomische Entwicklungen zu beobachten, um Systemrisiken für die Finanzstabilität in der EU frühzeitig zu erkennen und einzudämmen. Dafür arbeitet der ESRB eng mit den drei Europäischen Finanzaufsichtsbehörden für das Bankwesen (EBA), das Versicherungswesen (EIOPA) und das Wertpapierwesen (ESMA) zusammen.
Im Zuge der Regulierung von Derivaten wird der ESRB künftig gemeinsam mit der ESMA überprüfen, von welchen außerbörslich gehandelten Produkten ein zu großes systemisches Risiko ausgeht, so dass diese zukünftig verpflichtend börsengehandelt werden müssen.